# Romance à Paris
Pour plus de détails, voir Fiche technique et Distribution.
Romance à Paris (titre original allemand : Ein Sommer in Paris) est un téléfilm allemand de comédie romantique écrit par Stefan Cantz et Jan Hinter, réalisé par Jorgo Papavassiliou (de) et diffusé pour la première fois en 2011. Plusieurs scènes ont été tournées dans la rue des martyrs à Paris.

## Synopsis
Klara, infirmière, et Jörg, chirurgien, passent un week-end romantique à Paris, mais bientôt ils se séparent. Klara désire rester à Paris et doit trouver du travail. Elle se met ainsi au service de Mme Jeanne, mère de Philippe Clement, héritier d'une société de production de montres d'art.
Klara devient rapidement l'amie de Philippe, mais ce dernier est fiancé avec la possessive Zoe. L'histoire se termine de la meilleure des façons, Philippe retrouve Klara à l'aéroport, embarquant pour le même vol, envoyé "par hasard" par Jeanne et Günter, son premier amour.

## Fiche technique
- Titre original : Ein Sommer in Paris
- Titre en français : Romance à Paris
- Réalisation : Jorgo Papavassiliou (de)
- Scénario : Stefan Cantz (de), Jan Hinter (de)
- Production : Ariane Krampe
- Sociétés de production : TeamWorx (de)
- Durée : 92 minutes
- Date de diffusion :
  -  Allemagne : 15 mai 2011 (ZDF)
  -  France : 12 janvier 2012
  -  Italie : 19 juillet 2015 (Rai 1)
- Musique : Karim Sebastian Elias (de)

Lieux de tournage
Le téléfilm a été tourné à Berlin et à Paris.

## Distribution
- Anica Dobra : Klara Müller
- Pasquale Aleardi : Philippe Clement
- Nicole Heesters : Jeanne Clement, mère de Philippe
- Peter Fitz (de) : Rocher/Günter, premier amour de Jeanne
- Liane Forestieri (de) : Zoe Legrand, fiancée de Philippe
- Peggy Lukac (de) : Henriette
- Georg Tryphon (de) : Jules
- Kai Scheve (de) : Jörg Offergeld, fiancé de Klara
- Rosa Enskat (de) : la vendeuse
- Stephan Korves : Redner Pierre